# Nicola Abrate
Nicola Abrate (ur. 10 lutego 1798 w Sommariva del Bosco, zm. luty 1849) – włoski duchowny rzymskokatolicki. w latach 1842–1848 biskup pomocniczy Sabina, następnie w 1848 biskup Terni.

## Życiorys
Urodził się 10 lutego 1798 w Sommariva del Bosco.
Święcenia kapłańskie otrzymał  7 kwietnia 1821. 27 stycznia 1842 został mianowany biskupem pomocniczym Sabina ze stolicą tytularną Sidon. Sakrę przyjął 6 lutego 1842 z rąk kardynała Luigi Lambruschini. W 1848 został przeniesiony na stolicę Terni. Zmarł w lutym 1849.